# Henry Bunbury (7e baronnet)
Pour les articles homonymes, voir Henry Bunbury et Bunbury.
Henry Edward Bunbury (4 mai 1778 - 13 avril 1860) est un général et historien britannique.

## Biographie
Il est le fils du célèbre caricaturiste Henry William Bunbury et de Catherine Horneck, et est formé à Westminster. Il sert dans l'armée de 1795 à 1809, notamment lors de l'invasion anglo-russe de la Hollande en 1799, la Campagne d’Égypte en 1801, et les campagnes de la Méditerranée, où Bunbury sert de quartier-maître général. Il se distingue particulièrement à la Bataille de Maida en 1806. Il sert comme Sous-Secrétaire d'État à la Guerre et aux Colonies de 1809 à 1816. Il est promu au grade de Major général et nommé chevalier de l'Ordre du Bain (KCB) en 1815, et la même année est chargé d'informer Napoléon Ier de sa sentence de déportation à Sainte-Hélène. Il atteint le grade de Lieutenant général.
Bunbury devient baronnet en 1821, à la mort de son oncle, Charles Bunbury. Il est shérif de Suffolk en 1825, et un membre du Parlement pour le Suffolk, de 1830 à 1832. Il meurt à Barton Hall, Bury, Suffolk.
Bunbury est l'auteur d'ouvrages historiques, le plus notable étant ses mémoires, Récits de Certains Passages de la Grande Guerre avec la France, publié en 1854.

## Famille
Il épouse Louisa Amélie Fox, le 4 avril 1807. Ils ont cinq enfants. Il se remarie avec Emily Napier (fille de Lady Sarah Lennox), le 22 septembre 1830.
L'aîné de ses fils, Charles James Fox Bunbury, hérite de son titre et est bien connu des naturalistes. Son second fils, Sir Edward Bunbury, membre du Parlement, est géographe et archéologue, auteur d'une Histoire de l'Ancienne Géographie. Un autre fils de Henry William St Pierre de Bunbury (en) est un explorateur en Australie-Occidentale.